# Drive (1997)
Drive (Fernsehtitel: Drive – Keiner schlägt härter) ist ein US-amerikanischer Actionfilm des Regisseurs Steve Wang aus dem Jahr 1997. In den Hauptrollen agieren Martial-Arts-Darsteller Mark Dacascos und Kadeem Hardison.
Die mit 3,5 Millionen US-Dollar budgetierte Produktion kam am 11. August 1998 in die amerikanische Videoauswertung. In Deutschland erfolgte die Erstveröffentlichung am 4. August 1997.

## Handlung
Der aus Hongkong stammende Superkämpfer und ehemalige Mitarbeiter der Regierung Toby Wong gelangt an Bord eines Frachters heimlich in die Vereinigten Staaten, um einen in seiner Brust implantierten Biomotor – ein Modul, welches seinem Träger übermenschliche Kräfte verleiht – für fünf Millionen US-Dollar an die in Los Angeles beheimatete Technologiefirma Continental Technologies kurz ConTec zu verkaufen. Die chinesische Entwicklungsgesellschaft, die Leung Corporation, will die Übergabe des Prototyps an das amerikanische Konkurrenzunternehmen mit allen Mitteln verhindern. Man entsendet daher Schlägerkommandos, um den Flüchtigen bei seiner Ankunft in Kalifornien zu stellen. Vic Madison und dessen Freund Hedgehog fällt diese Aufgabe zu. Die beiden empfangen den Neuankömmling mit ihren Gefolgsleuten, dennoch gelingt dem begnadeten Kämpfer die Flucht.
Unterwegs begegnet Wang eher zufällig dem von seiner Frau verlassenen afroamerikanischen Songschreiber Malik Brody, der trotz anfänglicher Schwierigkeiten sein unfreiwilliger Partner wird. Wang bietet seinem Gefährten letztlich die Hälfte des ausstehenden Geldes an, wenn dieser ihn nach LA begleitet. Der heruntergekommene Brody nimmt das Angebot zögerlich an, und die beiden raufen sich zusammen. Der kaltblütige Madison ist dem Duo weiterhin auf den Fersen. Unterstützung erhält der Jäger aus dem fernen Hongkong, wo ein weiterer Superkämpfer mit überarbeitetem Implantat losgeschickt wird, um den Flüchtigen schnellstmöglich einzufangen.
In einer bizarren Bar kommt es schließlich zum Showdown. Während der ersten Kontaktaufnahme Wangs mit einem Vertreter von ConTec betritt Wongs namenloses ferngesteuertes Nachfolgemodell die Szenerie. Es kommt zu einem Duell, welches Wang durch eine Systemüberlastung des höherentwickelten Modells für sich entscheiden kann.

## Auszeichnungen
Fantasia Festival in Montréal
- 1998: Auszeichnung als „Bester internationaler Film“ für Steve Wang

## Kritiken
„Ein Nichts an Geschichte, das eine Reihe von Schlägereien zusammenhält und dessen Minimalspannung durch falsch plazierte Komik auf unterstem Niveau gleich wieder eliminiert wird.“

„Einfallsreiche Action mit der damals noch unbekannten Brittany Murphy […] als Quasselstrippe. Fazit: Gaga-Story mit Ironie und originellen Fights.“